# Giuseppe Berini
Giuseppe Berini (Ronchi dei Legionari, 1746 – Ronchi dei Legionari, 30 aprile 1831) è stato un presbitero e naturalista italiano.

## Biografia
Giuseppe Berini nasce a Ronchi di Monfalcone (ora Ronchi dei Legionari) nel 1746. Compie gli studi ad Udine e all'Ateneo di Padova.
Diventato sacerdote viene spesso chiamato col titolo di Abate, secondo l'usanza del tempo, anche se non è titolare di un'abbazia.
Si dedica alla botanica, alla geologia, all'archeologia e all'epigrafia. L'area delle sue ricerche è compresa tra Aquileia ed il Carso, tra il Timavo ed il Natisone.
In ambito botanico collabora con Leonardo Brumati, Giovanni Brignoli e de Suffren.
Negli stessi anni invia descrizioni, campioni e semi anche a Wulfen, Bartling e Bertoloni.
Con l'amico Brumati si dedica anche allo studio delle epigrafi di San Giovanni di Duino. Indaga anche sul ponte romano sull'Isonzo e sulla tomba degli Eusebi.
Il suo interesse per la geologia verte soprattutto sul problema della provenienza delle acque del Timavo che pubblica in Indagine sullo stato del Timavo opera che è un sunto delle sue conoscenze sul territorio. La teoria di Berini è che un tempo le acque dell'Isonzo formassero un lago nella zona dell'attuale confluenza con il Vipacco. Il lago, senza emissari, sfociava, attraverso un percorso sotterraneo, nel Timavo. Il crollo delle volte portò ad una riduzione della portata e di conseguenza alla tracimazione del lago dando origine all'attuale percorso di superficie dell'Isonzo fino al mare. Quindi il Timavo è ancora alimentato dalle acque dell'Isonzo. La prova di questa teoria è un muschio (la Fontinalis capillacea) caratteristica, secondo Berini, delle rive dell'Isonzo e rinvenuta anche nelle foci del Timavo.
Nella stessa opera, in una nota a piè di pagina, c'è la prima segnalazione di un proteo (Proteus anguinus) nel carso Isontino
Si dedica, dal 1801  alla traduzione della Naturalis historia di Plinio che si ferma però a due libri pubblicando tre opere sull'argomento.
Muore a Ronchi il 30 aprile 1831.

## Opere
- Del Pucino antico probabilmente Prosecco moderno del Friuli in Annali d'Agricoltura del Regno d'Italia, Tomo XXII, Milano, 1814, pp. 164–168
- con Leonardo Brumati e Giovanni Battista Vatta, Memoria delli sigg. abb. G.B., L.B., e G.B.V. intorno a tre iscrizioni romane incastrate nel muro della chiesa di S. Giovanni di Duino., Pecile, Udine, 1820.
- Saggio della traduzione della storia naturale di Cajo Plinio Secondo eseguita dall'ab. G. Berini,  Fratelli Mattiuzzi, Udine, 1824
- I due primi libri della Storia naturale di C. Plinio Secondo recati in italiano dall'ab. Giuseppe Berini i quali si stampano come saggio della traduzione di tutta l'opera, Fratelli Mattiuzzi, Udine 1824
- Indagine sullo stato del Timavo e delle sue adjacenze al principio dell'era cristiana dell'ab. Giuseppe Berini di Ronchi di Monfalcone, Udine, Fratelli Mattiuzzi, 1826.
- Traduzione e comento di alcuni passi di Plinio concernenti la botanica pei quali egli riportó la taccia di compilatore mendoso, Fratelli Mattiuzzi, Udine, 1829